# Rachel Scott (étudiante)
 (août 2024).
Si vous disposez d'ouvrages ou d'articles de référence ou si vous connaissez des sites web de qualité traitant du thème abordé ici, merci de compléter l'article en donnant les références utiles à sa vérifiabilité et en les liant à la section « Notes et références ».
Pour les articles homonymes, voir Scott.
Ne doit pas être confondu avec Rachel Scott (pédagogue).
Rachel Joy Scott (née le 5 août 1981 à Denver, dans le Colorado) est une étudiante américaine qui fut la première victime dans le massacre de Columbine, le 20 avril 1999, avec onze autres élèves et un professeur. Elle a été le sujet de plusieurs livres écrits par son père. Ses parents Darrell Scott et Beth Nimmo ont créé une association de prévention contre la violence chez les adolescents.

## Biographie
Rachel Joy Scott est née le 5 août 1981, à Denver, elle est la troisième des cinq enfants de Darrell Scott (1949 –) et Beth Nimmo (1953 –). Ses sœurs aînées sont Bethanee (1975 –) et Dana (1976 –) et ses deux jeunes frères sont Craig (né en 1983) et Mike (né en 1984). Son père était pasteur dans une église à Lakewood, dans le Colorado. Les parents de Rachel divorcent en 1989, mais maintiennent des relations cordiales. L'année suivante, Beth et les enfants déménagent à Littleton (Colorado), où elle se remarie en 1995. Darrell a travaillé comme directeur des ventes pour une entreprise alimentaire à Denver. Darrell et Beth avaient la garde conjointe des enfants. Dylan Klebold et elle étaient membres du club théâtral de l'école secondaire de Columbine. Le plus jeune frère de Rachel, Craig, était dans la bibliothèque de l'école au cours de la fusillade. Dix étudiants ont été tués dans la bibliothèque, y compris deux de ses amis, Isaiah Shoels et Matthew Kechter, à côté de Craig. Craig a aidé à ramasser une jeune fille blessée et a ramené des élèves en sécurité.

## Le jour de sa mort
Rachel Joy Scott n'habitait pas très loin de son lycée du Colorado lorsqu'elle a été abattue.
Ce 20 avril 1999, elle a été la première victime recensée de l'attaque. Assise sur l'herbe à proximité de l'entrée ouest du lycée, en compagnie d'un de ses amis proches, Richard Castaldo (17 ans), avec qui elle était en train de déjeuner, elle a été atteinte de plusieurs coups : un dans la tête, un dans la poitrine, un au bras et un autre à la jambe. On estime que l'heure de sa mort est à 11h19.
Après le massacre, la voiture de Rachel a été recouverte de fleurs et son cercueil de messages.
Peu de temps après sa mort ont été retrouvés plusieurs journaux et essais où elle avait écrit des phrases comme : « Je soutiens cette théorie que si quelqu'un peut faire l'effort de montrer de la compassion cela entraînera une réaction en chaîne. ».

## Le «Rachel's Challenge»
Dans les années qui ont suivi les meurtres, la vie de Rachel Scott a constitué la base du « Rachel's Challenge », une présentation que des membres de sa famille font dans les écoles et les communautés à travers l'Amérique du Nord. Elle combine une séquence vidéo montrant le massacre de la Columbine High School avec des dessins et des textes de Rachel, dans une campagne de lutte contre la violence scolaire, l'intimidation brutale et les suicides d'adolescents.
Le père de Rachel, Darrell Scott, chrétien et fils de pasteur, a été le coauteur de trois livres sur la vie et la spiritualité de sa fille. Après avoir quitté son emploi de vendeur peu de temps après la tragédie de Columbine, il a créé la Rachel's Challenge Foundation, organisation à but non lucratif dont la mission proclamée est « de motiver et d'instruire un grand nombre de jeunes gens et leur apporter un changement positif ».

## Film biographique
L'histoire de Rachel Scott est adaptée au cinéma en 2016 par le réalisateur Brian Baugh sous le titre I'm Not Ashamed (en) (« Je n'ai pas honte »). Elle est incarnée par Masey McLain (en), actrice américaine.